# María Seminario
María Magdalena Seminario Marón (Piura, 29 de noviembre de 1960) es una administradora peruana. Fue ministra de Comercio Exterior y Turismo durante el gobierno de Manuel Merino.

## Biografía
Estudió Administración en la Universidad de Piura, en la cual realizó el Programa de Alta de Dirección (PAD). Ha realizado estudios de especialización en Dirección de empresas en IESE Business School en España. Es Coach certificada por INCAE (Costa Rica).
Ha trabajado en diferentes empresas del sector Privado como Delos SA empresa que franquicia en el Perú KFC, Pizza Hut, Burger King, Chili's entre otras marcas. Así como en Supermercados Wong
De 2006 a 2010 fue directora de Promoción del Turismo de la Comisión de Promoción del Perú para la Exportación y el Turismo - PROMPERÚ.
Durante su gestión, las llegadas de turistas aumentaron de 1 millón 570 mil turistas (2005) a 2 millones 140 mil turistas (2009) lo que significó un incremento de 36%  y las divisas por turismo pasaron de 1,438 millones de dólares a 2,471 millones de dólares lo que significa un incremento de 72%. En su periodo en se inició el proceso para la creación de la Marca Perú y se diseño y estructuró el circuito turístico “Ruta Moche”, en el norte del país.
PROMPERÚ fue reconocida con los premios World Travel Awards en las categorías Mejor oficina de Turismos de Sud América (2009, 2010) así como por Latin American Travel Association en la categoría The Best Tourist Board (2008). De la misma manera, la campaña publicitaria Cusco Pone obtuvo el premio Effie de Oro en la categoría Campañas de Utilidad Pública, Interés Social o Fines No comerciales. La Ruta Moche obtuvo el premio Ulises a la Innovación de la Organización Mundial del Turismo (2011). Perú: vive la leyenda obtuvo el premio Arara de Oro del Tour Film Brazil en la categoría Gente, Culturas y Tradiciones

## Labor política

### Viceministra de Turismo
En enero del 2010 fue designada viceministra de Turismo en la gestión de Eduardo Ferreyros Küppers. Permaneció en el cargo hasta julio de 2011.
El 17 de julio del 2011, el diario El Comercio presentó la encuesta final de evaluación de la gestión del segundo gobierno de Alan García. En donde el 34% de los encuestados consideraba que la actividad más destacada del gobierno era la Promoción de Turismo y de las Exportaciones.
Desde el 2013 hasta 2018 ocupó el cargo de gerente general en la Fundación Romero. Organización del conglomerado empresarial Grupo Romero a cargo de la Responsabilidad Social del Grupo. Tuvo a su cargo el programa Para quitarse el sombrero.

### Ministra de Comercio Exterior y Turismo
El 12 de noviembre del 2020, fue nombrada como ministra de Comercio Exterior y Turismo por el entonces presidente Manuel Merino. Seminario ya había sido anunciado por el ex-primer ministro Ántero Flores-Aráoz en una entrevista vía redes sociales.
Estuvo en el cargo hasta que el 17 de noviembre del mismo año, presentó su renuncia debido a las manifestaciones manipuladas en contra del gobierno de Merino y la muerte de 2 manifestantes.
Se desempeña como docente en la Universidad de Piura.

## Reconocimientos
- Medalla del Gobierno Regional de la Libertad por el apoyo al desarrollo de la Ruta Moche
- Orden de la Cámara de Comercio de Lima en el Grado de Comendador.

## Publicaciones
- País multi destino: una nueva visión del turismo en el Perú